# Seututie 190
Pour les articles homonymes, voir Route 190.
La route régionale 190 (finnois : Seututie 190) est une route régionale allant de Lempäälä jusqu'à Kylmäkoski à Akaa en Finlande,,.

## Présentation
La seututie 190 est une route régionale de Pirkanmaa.

## Parcours
- Akaa
  - Kylmäkoski
  - Viiala
- Lempäälä